# Membra Jesu nostri

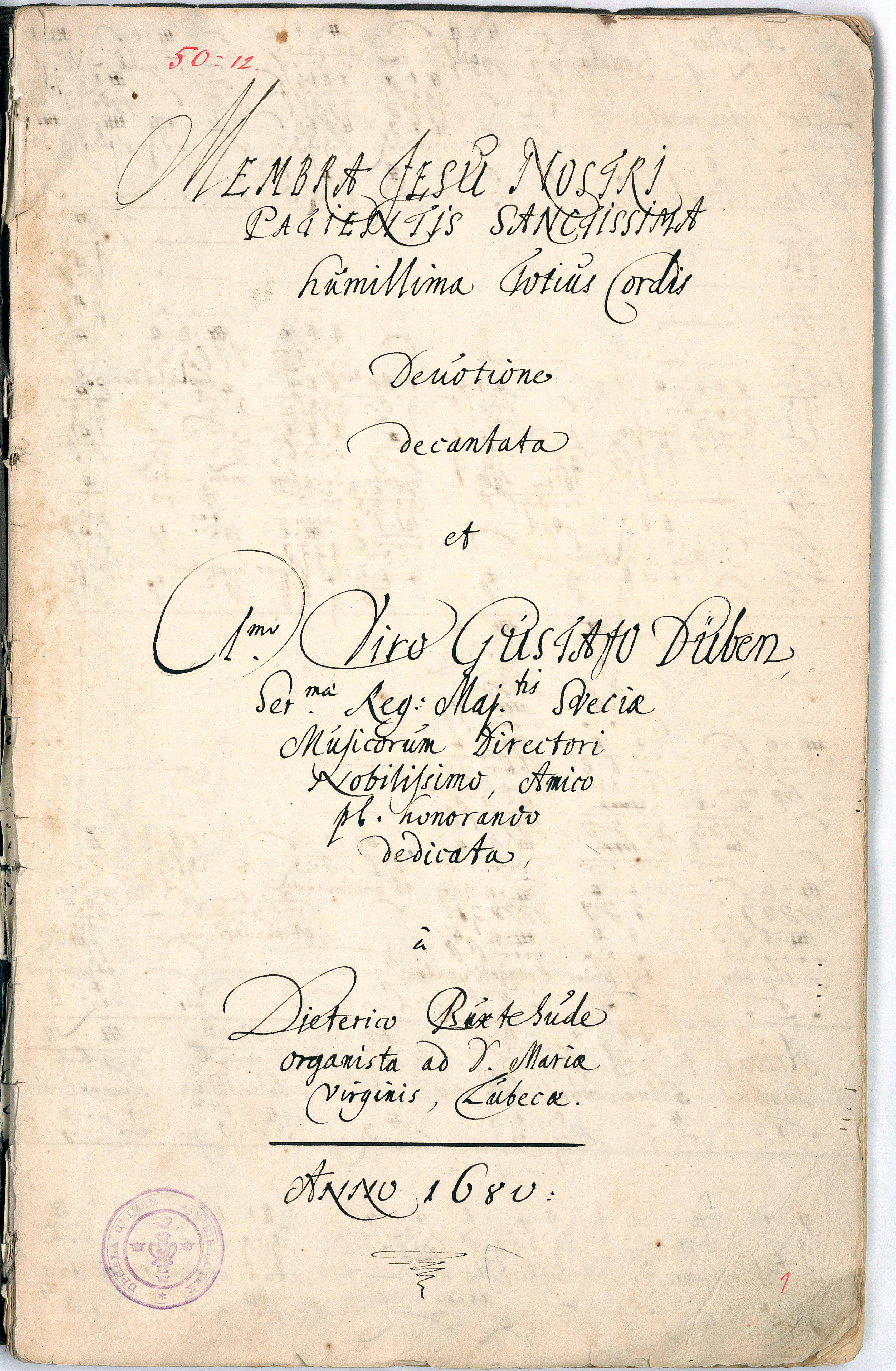
Titelblad van Membra Jesu Nostri

Membra Jesu Nostri, BuxWV 75, is een cyclus van zeven cantates van Dieterich Buxtehude uit 1680, opgedragen aan  Gustaf Düben. 
De volledige Latijnse titel Membra Jesu nostri patientis sanctissima betekent "De zeer heilige ledematen van het lijdende (lichaam) van onze Jezus". De tekst bestaat uit strofen van de middeleeuwse hymne Salve mundi salutare – ook bekend als de Rhythmica oratio – een gedicht dat vroeger werd toegeschreven aan Bernardus van  Clairvaux, maar waarschijnlijk geschreven is door de Arnulf van  Leuven (overleden  1250). De lange tekst bestaat uit zeven delen, waarin steeds een ander deel van Christus' gekruisigde lichaam wordt bezongen, resp. de voeten, knieën, handen, de zijde, de borst, het hart en het hoofd. Buxtehude selecteerde voor elk deel drie strofen uit het gedicht en voegde er een bijpassende bijbeltekst aan toe voor de concertos.